# 大别山隧道
大别山隧道位于合武铁路（沪汉蓉快速客运通道合武段）墩义堂-三河区间，安徽-湖北两省交界处，全长13.256公里，开工于2005年8月28日，全线贯通于2007年6月28日。
本隧道是合武铁路的重点控制工程，是合武铁路最长隧道、沪汉蓉快速客运通道宜昌以东最长隧道，也是当时国内已开通运营的、最长的单洞双线铁路客运专线隧道。

## 工程特性
合武铁路自上局、武局局界口墩义堂站出站后向西经长岭关隧道（5488m）、洗马河特大桥（1354m）接大别山隧道，本隧道穿越鄂皖两省交界处大别山山脉西侧基部，为单洞双线基线隧道。

## 施工方法
本隧道采用光面爆破、压入式通风、液压式整体模板台车二次衬砌和混凝土输送泵浇注等新工艺、新方法，确保了工程质量和施工安全，比合同工期提前122天完成隧道贯通任务。